# Jósiás júdai király
Jósiás vagy más átírásokban Jozija vagy Jósijáhú (heb. יֹאשִׁיָּהוּ, jelentése: ’Isten megsegíti őt’; görögül: Ιωσιας, latinul: Josias) júdai király. I.e. 641-ben, nyolcéves korában került Júda trónjára (2Kir. 22:1) és i.e. 609-ig uralkodott. Uralkodásához nagyívű vallási reform köthető, amelynek társadalmi-történelmi háttere az Asszír Birodalom elleni lázadás volt. 
A Biblia a jó királyok közé sorolja, és a következőképpen méltatja a 2Kir. 23:25-ben: 
„Nem is volt ő hozzá hasonló király ő előtte, aki úgy megtért volna az Úrhoz teljes szívéből és teljes lelkéből és teljes erejéből, Mózesnek minden törvénye szerint; de utána sem támadt hozzá hasonló.”

### Származása
A bibliai hagyomány szerint Jósiás Dávid király egyenes ági leszármazottja volt (2Kir. 22:2); apja Ammón király, akinek meggyilkolása után Jósiás mindössze nyolc évesen került Júda trónjára. Az 1Kir. 13:2 beszámol arról, hogy Jeroboám júdai király uralkodása idején egy júdai „Isten embere” (azaz egy próféta) felmegy Bételbe, és ott megjövendöli Jeroboám királynak, hogy a Dávid házából származó Jósiás király le fogja rombolni a Jeroboám által épített magaslatokat, és a papok csontjait megégeti az oltáron. A szakasz feltehetően Jeroboám uralkodásának Jósiás korabeli értékelését tükrözi.

### Uralkodása
A 2Kir 22:1 szerint Jósiás 8 éves korában lépett trónra, és mintegy 31 évig tartott regnálása. A 2Krón. 34:3 uralkodása 3 szakaszát mutatja be.
1. Uralkodásának első nyolc évében Dávid Istenéhez fordult: „az ő királyságának nyolcadik esztendejében, … kezdé keresni az ő atyjának Dávidnak Istenét” (2Krón. 34:3).
2. Tizenkettedik évében kezdte megtisztítani Júdát és Jeruzsálemet az áldozóhalmoktól, az Aséra-szobroktól, a faragott és öntött bálványoktól (vö. 2Krón. 34:3).
3. Uralkodásának tizennyolcadik évében folytatta a Templom „helyreállitását” (azaz vallási reformját), azt követően, hogy Sallum fia, Hilkijjá megtalálta a törvénykönyvet (הַתּוֹרָ֛ה סֵ֧פֶר, „a törvény könyve”, 2Kir. 22:8 = 2Krón. 34:15), amely a vallási reform zsinórmértékéül szolgált.
A megtalált törvénykönyv mibenléte és pontos tartalma a mai napig tudományos viták tárgya. A Krónikák könyve úgy mutatja be, hogy ez az a törvénykönyv, melyet Isten adott Mózesnek a Szináj-hegyen (2Krón. 34:31). Ugyanakkor már a 19. századi bibliakutatók felfigyeltek a Jósiás által – a megtalált törvénykönyv nyomán – végrehajtott reformok, illetve a Deuteronomium közötti hasonlóságokra. W. M. L. De Wette már 1805-ben feltételezte, hogy a Jósiás király uralkodása alatt megtalált törvénykönyv a Deuteronomium egyik első változata lehetett; véleménye szerint a könyv nem egy véletlenül felfedezett régi alkotás, hanem Jósiás uralkodásának idején összeállított törvénygyűjtemény lehetett. Hasonló állásponton vannak a modern Biblia-tudomány képviselői is, akik szerint a törvénykönyv megtalálásának története Jósiás vallási reformjának igazolásául szolgálhatott.

### A reformok történeti háttere: külpolitikai helyzet Jósiás uralkodása alatt
Az i.e. 7. század végén Asszíriának súlyos gondjai támadtak keleten. Először Samas-sum-ukín babiloniai király lázadt fel fivére, Assur-bán-apli (Assurbanipál) ellen, egyelőre sikertelenül. Ám i.e. 625-ben Nabú-apal-uszurnak (bibliai nevén Nabopolasszar) sikerült önállósítani magát, és így megvetette az Újbabiloni Birodalom alapjait. 612-re az iráni médek segítségével az addigi asszír főváros, Ninive is a babilóniaiak kezére került. 610-ben pedig elűzték II. Assur-uballitot, valamint elfoglalták Harránt. A belső mezopotámiai vándorlás miatt Egyiptom is egyre erősödött. I. I. Pszammetik, majd később fia, II. Nékó kezdte kiterjeszteni birodalmát Palesztina irányában. Először Askelón, majd később Asdód is egyiptomi fennhatóság alá került. I.e. 609-ben II. Nékó Assur-uballit segítségére sietett. (Feltehetően útközben verte meg Jósiás seregét Meggidónál.) 605-ben II. Nabú-kudurri-uszur döntő vereséget mért az egyiptomi-asszír seregre Karkemisnél. Ez azonban nem jelentette azt, hogy Júda rögtön babilóniai fennhatóság alá került volna, hiszen II. Nékó még be tudott avatkozni a júdai belpolitikába (letaszította a trónról Jósiás fiát, Jóáházt, és Jójákimot tette meg királlyá, mellyel az egyiptomi hegemóniát akarta biztosítani), ennek ellenére hamar nyilvánvalóvá vált, hogy nincsen olyan erő, ami meg tudná állítani a babilóniai terjeszkedést.
Jósiás uralkodása ezzel a zűrzavaros időszakkal esett egybe, betetőzve Júda 8. század végén elkezdődött gazdasági-társadalmi fejlődését, amely a júdai népesség robbanásszerű növekedésével, a korábbi törzsi-pásztor társadalom kezdetleges osztálytársadalommá alakulásával, illetve az államiság intézményeinek megerősödésével (így pl. az írásbeliség megjelenésével, az állami szimbólumok elterjedésével és a szervezett termeléssel és logisztikával) járt együtt. A királyság megerősödését mutatja az is, hogy a Biblia beszámolója szerint Jósiás északabbra is terjeszkedett, így például Szamaria irányába, ahogyan azt a 2Kir. 23:19-ben olvashatjuk – azonban erre vonatkozólag még nem kerültek elő egyértelmű régészeti leletek. A modern régészeti kutatások szerint Jósiás alatt a királyság területe a Manasszé által uralt Júda területével egyezhetett meg. Feltételezések szerint Jósiás nem egyszerűen csak a jeruzsálemi kultuszban vezetett be reformokat, hanem ezzel párhuzamosan az Asszír Birodalomnak járó adófizetést is megszüntette, mivel a kialakult hatalmi helyzetben komolyabb megtorlásra nem számíthatott.

### Jósiás kultuszreformja
Jósiás reformjáról a Biblia a 2Kir. 22–23 valamint a 2Krón. 34–35 számol be.
A leírás szerint a király az egész nép jelenlétében felolvastatta a megtalált törvénykönyvet; ezután a nép megfogadta, hogy visszatér a dávidi, illetve salamoni útra (2Kir. 23:2–3). Ezt követően a király parancsba adta, hogy hordjanak ki minden Baálnak és Aserának készített edényt a Templomból; ezeket a Jeruzsálemen kívüli Kidron völgyében megégettette, hamvaikat pedig Béthelbe szállíttatta. Ezek után kiirtotta a Biblia által „bálványpapoknak” megnevezett személyeket, valamint lerontotta magaslataikat. Ugyancsak lerombolta a „férfi paráznák” (kultikus prostituáltak) házait, melyek a Templom mellett helyezkedtek el; továbbá a Júdában, illetve Szamaria egyes területein álló magaslatokat és áldozati helyeket is leromboltatta, beleértve a Jeroboám által építtetett bétheli szentélyt (1Kir. 13:2, 2Kir. 23:15). Ezt követően a nép megtartotta a Páska ünnepét, amelyet a Biblia beszámolója szerint Izrael népe a bírák kora óta nem ünnepelt meg előírásszerűen (2Krón. 35:18).
Jóllehet a Biblia a reformokat mint egy régen keletkezett törvénykönyv megtalálását, és a benne olvashatóak érvényesítését mutatja be, a társadalmi-történelmi, illetve régészeti-vallástörténeti kutatások inkább abba az irányba mutatnak, hogy a reformok az önálló Júdai Királyság legitimációját szolgálták. A jeruzsálemi helyi Jahve-kultusz kizárólagossá tétele (és ennek jeleként az „idegen” istenek eltávolíttatása) pedig a júdai politikai-nemzeti önállóság szimbólumaként értelmezhető. Az egyetlen helyi kultusz kizárólagossá tételével Jósiás ténylegesen újszerű változásokat vezetett be, amelyek első lépésben a monolatria, majd a babilóni fogság után a monoteizmus kialakulásához vezettek.

### Halála
Jósiás haláláról a 2Kir. 23:29–30-ban olvashatunk nagyon röviden; valamivel bővebb tájékoztatást ad a 2Krón. 35:20–24 – e híradások szerint Jósiás a megiddói csatában esett el a Nékó fáraó ellen vívott harcban. A megiddói ütközettel kapcsolatban több kérdés is felvetődik a történeti-régészeti kutatások alapján. A Biblia szerint Nékó Asszíria ellen vonult fel, ez azonban valószínűtlen, hiszen tudjuk, hogy Egyiptom Asszíria szövetségesének számított. Valószínűleg az egyiptomi hadsereg növelte jelenlétét a térségben, köszönhetően a meggyengülő asszír jelenlétnek. Ami azonban bizonyos, hogy Jósiás király i.e. 609-ben a meggidói csatában életét vesztette. A Biblia szerint ez egyszer nem hallgatott Isten szavára (2 Krón. 35:21–22). Holttestét szekéren szállították Jeruzsálembe, ahol el is temették; utóda fia, Jóáház lett.